# Bildstock (Reiterswiesen, Armesberg)

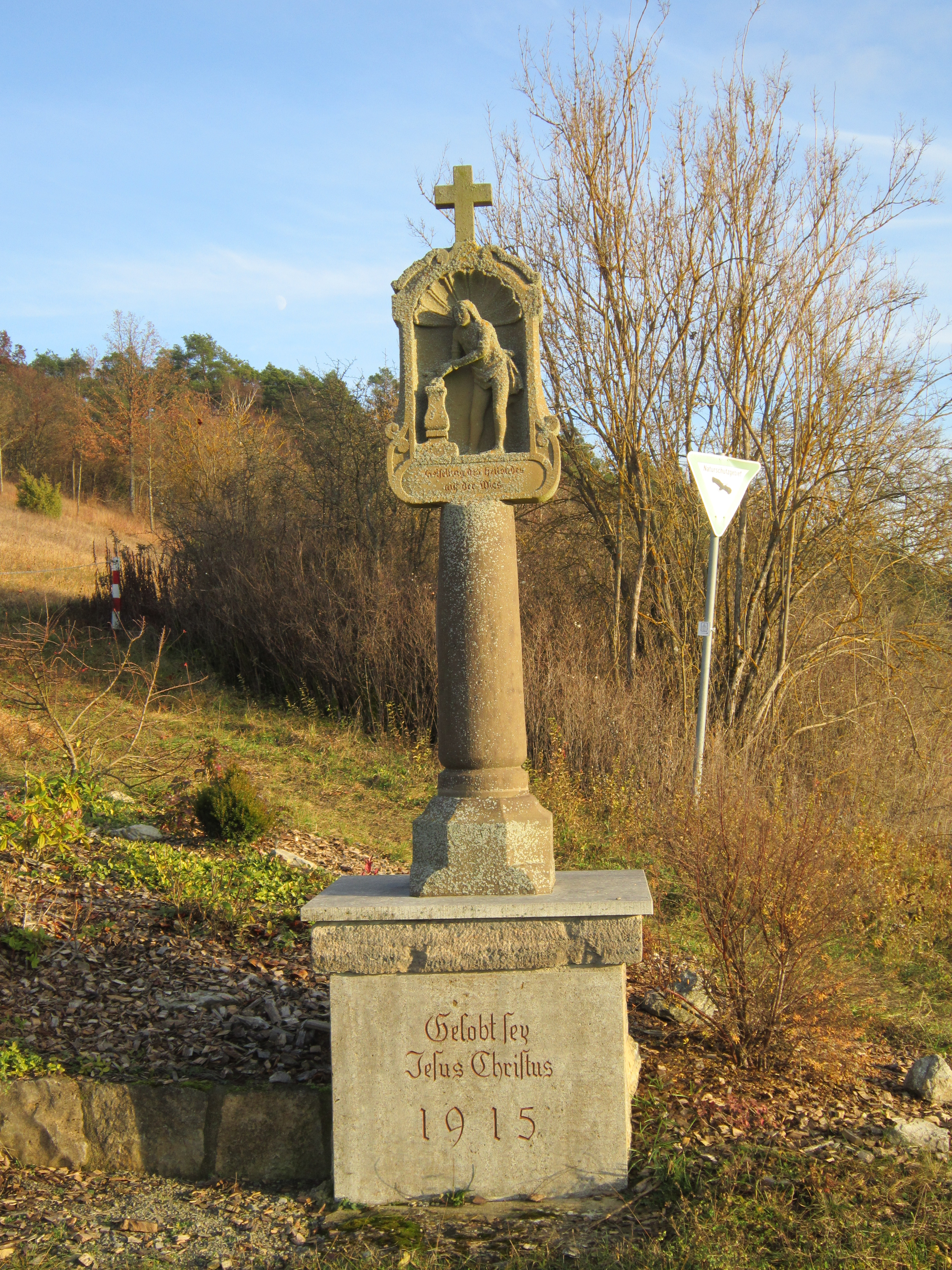
Bildstock am Armesberg in der Fortsetzung der Kiefernstraße in Reiterswiesen, Bad Kissingen.

Der Bildstock am Armesberg ist ein Flurdenkmal in Reiterswiesen, einem Stadtteil von Bad Kissingen, der Großen Kreisstadt des unterfränkischen Landkreises Bad Kissingen in der Fortsetzung der Kiefernstraße. Es gehört zu den Bad Kissinger Baudenkmälern und ist unter der Nummer D-6-72-114-237 in der Bayerischen Denkmalliste registriert.

## Geschichte
Der Bildstock entstand 1915 und besteht aus verschiedenem Gestein.
Der Tischsockel ist 80 cm hoch, 84 cm breit, besteht aus Muschelkalkgestein und trägt vorne die Aufschrift:

„Gelobt sei

Jesus Christus

1915“

Die Rundsäule ist 120 cm hoch und hat eine trapezförmige Basis aus rotem Sandstein. Sie erscheint gekürzt und stammt möglicherweise von einem Vorgängerdenkmal.
Die rechteckförmige Aufsatztafel ist 83 cm hoch, besteht aus grünem Sandstein, ist oben bogig abschließend und von einem kleinen Steinkreuz bekrönt. Sie zeigt in der Bildnische Christus an einen Baluster gekettet. Diese Darstellung ist im ovalen Schriftfeld darunter bezeichnet als:

„Geiselung des Heilandes

auf der Wies“

Auf der Rückseite des Bildstockaufsatzes befindet sich noch folgende Inschrift:

„Erneuert

1951“